# Olio di pequì

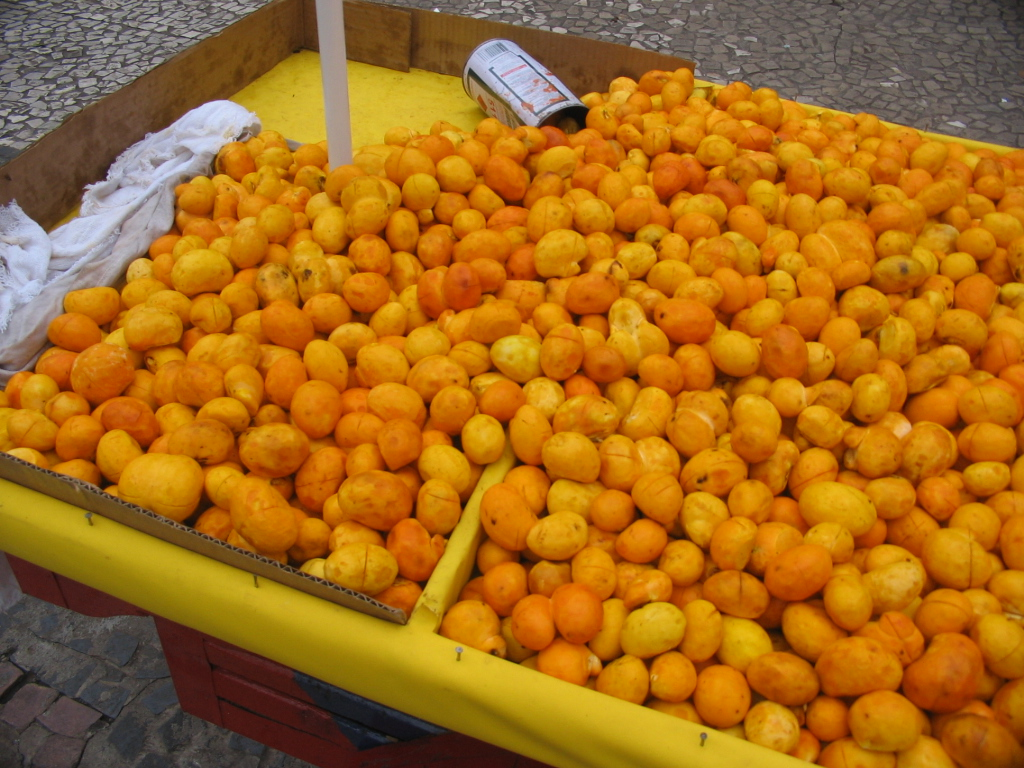
Frutti in vendita a Cuiabá, Brasile

L'olio di pequì è un grasso vegetale che può essere estratto sia dal frutto che dal seme del pequì Caryocar brasiliense, chiamato óleo de pequi. Il pequì è un simbolo della cultura e della cucina degli stati brasiliani di Goiás e del Minas Gerais, dove è molto utilizzato; il frutto e l'olio di pequì si trova in quasi tutta la regione brasiliana del Centro-Oeste e negli stati della Rondônia (a est), Tocantins, Bahia (ovest), e nelle aree di cerrado degli stati di San Paolo e Paraná. Al di fuori di queste zone, è molto raro trovare in vendita il pequì. Nel Goiás si possono trovare tutte le varietà, che generalmente fruttificano nel periodo di pioggia, nei mesi tra ottobre e febbraio. Nello stato di San Paolo è stato incluso nella lista delle specie da proteggere.
Nello stato del Tocantins esiste addirittura una città a cui è stato dato il nome di Pequizeiro, in omaggio all'albero, e dove si celebra ogni anno la festa del pequì.
Il seme con le spine e la parte di polpa più strettamente attaccata può essere lasciata a seccare al sole per un paio di giorni. In seguito, le spine possono essere facilmente rimosse con un coltello o un bastone e il nocciolo può essere spaccato per estrarre il seme vero e proprio. Da questo, si estrae commercialmente l'olio (interessante per la cosmetica e l'industria del biodiesel), in alternativa, dopo la tostatura, i semi possono essere consumati come frutta secca salata.

## Uso
Nelle antiche città di Meia Ponte (oggi Pirenópolis), e Vila Boa, già all'inizio del secolo XVIII, il pequì comincia a essere introdotto nella cucina del Goiás. Nella regione circostante la città industriale di Catalão, il pequì era utilizzato solamente per la fabbricazione del sapone di pequì, che si considerava avesse proprietà terapeutiche.
L'olio ottenuto dalla polpa, di colore caratteristico arancione intenso, sia liquido con un punto di fusione piuttosto basso, sia in forma cremosa, è commercializzato in bottigliette di piccole dimensioni e costituisce la forma più pratica di utilizzo in cucina. Può essere aggiunto come condimento, direttamente nel piatto, e poche gocce sono sufficienti per riempire con un aroma penetrante tutta la preparazione.
Il frutto si consuma cotto, nel riso, con il pollo, con i maccheroni, con il pesce, nel latte oppure in uno dei più apprezzati liquori del Goiás. Inoltre, si può preparare in forma di conserva dolce o sorbetto. Il nocciolo è dotato di molte spine e bisogna avere la massima attenzione nel consumare il frutto, evitando di mordere il seme perché può causare ferite gravi alle gengive e al palato. Il sapore e l'aroma dei frutti sono estremamente particolari e intensi. Può essere conservato sia come essenza, sia in conserva in salamoia leggera.

### Consumo diretto
Data la facilità con cui ci si possono procurare delle dolorose ferite, il pequì deve essere consumato con una tecnica particolare - di facile apprendimento - e evitando l'uso delle posate, che non permettono un completo controllo della preparazione del boccone. In pratica, si tratta di portare alla bocca il frutto per poi rasparlo - attentamente - con i denti, consumando la polpa solo nella parte gialla, mentre l'inizio della zona biancastra annuncia la prossimità del nocciolo, con le spine che lo proteggono.
Il frutto di pequì è stato utilizzato a lungo nella preparazione artigianale del sapone, per la quale la polpa del frutto era misturata a un liquido ottenuto con le ceneri di un albero conosciuto come Mamoinha; questa miscela era riscaldata e produceva un sapone vegetale di colore nero brillante, piuttosto soave, usato per lavare vestiti, utensili e soprattutto per igiene personale.